# Куликов, Николай Алексеевич
Николай Алексеевич Куликов (1920 — 1972) — Гвардии капитан Советской Армии, участник Великой Отечественной войны, Герой Советского Союза (1946).

## Биография
Родился 19 декабря 1920 года в деревне Карандышево (ныне — Юрьев-Польский район Владимирской области). В 1930 году переехал в Москву, где окончил школу фабрично-заводского ученичества и работал столяром. Параллельно с работой занимался в аэроклубе. В 1940 году был призван на службу в Красную Армию. В 1942 году окончил Энгельсскую военную авиационную школу пилотов. С июля того же года — на фронтах Великой Отечественной войны.
К январю 1945 года гвардии старший лейтенант Н. А. Куликов командовал эскадрильей 187-го гвардейского штурмового авиаполка (12-й гвардейской штурмовой авиадивизии, 3-го гвардейского штурмового авиакорпуса, 5-й Воздушной армии, 2-го Украинского фронта). К тому времени он совершил 100 боевых вылетов на штурмовку скоплений боевой техники и живой силы противника, нанеся ему большие потери, лично сбил два самолёта.
Указом Президиума Верховного Совета СССР от 15 мая 1946 года гвардии старший лейтенант Николай Куликов был удостоен высокого звания Героя Советского Союза с вручением ордена Ленина и медали «Золотая Звезда».
В 1948 году в звании капитана Куликов был уволен в запас. Проживал сначала в городе Дмитров Московской области, позднее переехал в Кустанайскую область Казахской ССР, работал трактористом в совхозе. Скончался 17 августа 1972 года.

## Награды
Был также награждён двумя орденами Красного Знамени, орденами Александра Невского и Отечественной войны 1-й степени, двумя орденами Красной Звезды, рядом медалей.